# Steinwasen Park
Steinwasen Park est un parc de loisirs et animalier situé à Oberried, à 20 km au sud de Fribourg, en Allemagne.

## Histoire
Au milieu du XVIIe siècle fut construit une simple ferme sur le terrain de Steinwasen, au milieu d'un col de la Forêt-Noire. Au fil des années, l'endroit devient relais de poste puis restaurant.
Dans les années 1970, les propriétaires (la famille Kreutz), décide de vendre le site à l'entrepreneur Adolf Braun, qui décide de construire ici un parc animalier. Son projet est alors soutenu par plusieurs biologistes et spécialistes de la faune. Le parc a été inauguré en 1974 et se voit complété en 1979 par l'installation d'un télésiège et un parcours de luge d'été. Le deuxième parcours sera rajouté en 1989.
En 1996, le bâtiment principal est construit, et aménagé, deux ans plus tard avec un deux attractions couvertes ; Space Runner et Gletscherblitz.
En 2000, le Schwarzwald-Kino est construit et l'année suivante le parc inscrit son nom dans le célèbre livre Guinness des records avec la construction au-dessus de la vallée du plus long pont de corde du monde, avec 218 mètres de long. Le parc est complété en 2007 avec un parcours de rivière à bouées et en 2011 d'un simulateur 3D.

## Le parc

### Le parc animalier
Fondé en 1974, le parc animalier abrite plus de 30 espèces sauvages dans leur habitat naturel. Les visiteurs peuvent ainsi approcher entre autres des cerfs, des daims, des lynx, des marmottes, des chamois, des bouquetins, des mouflons, des ratons laveurs et des sangliers.

### Les attractions

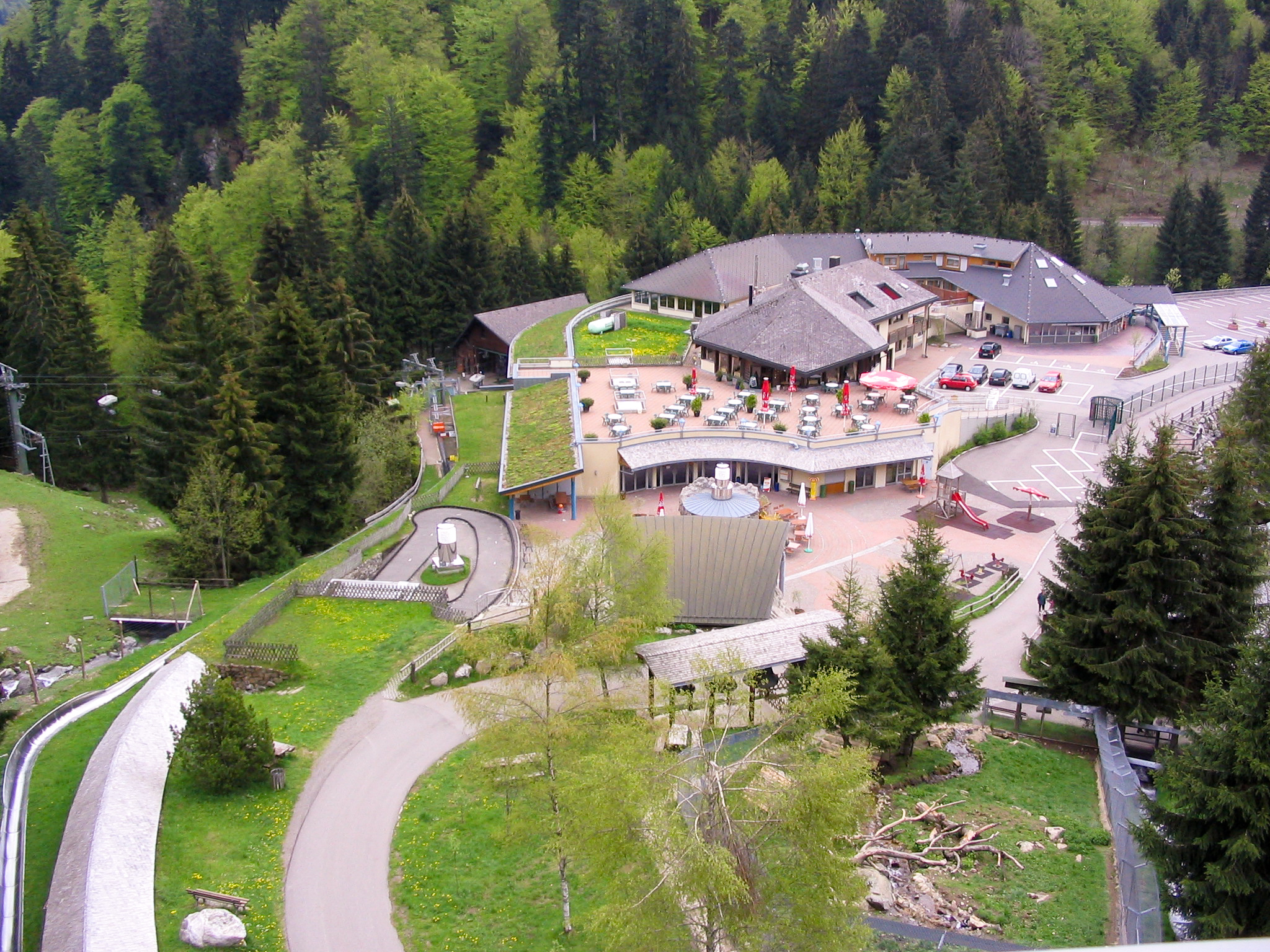
Le bâtiment principal du parc vu depuis le pont de corde (2004).

Le parc est composé de quatre attractions principales. 
| Nom            | Type / Modèle              | Constructeur    | Année d'ouverture |
| -------------- | -------------------------- | --------------- | ----------------- |
| Berg-Rodelbahn | Luge d'été                 | Wiegand         | 1979              |
| Coasterbahn    | Luge sur rail              | Wiegand         | 2014              |
| Gletscherblitz | Montagnes russes E-Powered | Mack Rides      | 1998              |
| Space Runner   | Bobkartbahn                | Wiegand         | 1998              |
| River Splash   | Rivière rapide de bouées   | ABC Engineering | 2007              |

Le parc compte quelques autres attractions comme un parcours scénique sur le thème de la Forêt-Noire, un simulateur 3D, un cinéma, un télésiège permettant d'accéder à la luge d'été et au haut du parc animalier et une aire de jeu.